# 香港電視網絡電視節目列表
本條目列出2010年代於香港電視網絡直播頻道播放的節目（只限綜藝及資訊節目）。

## 2014年
| 首播日期 | 集數 | 類別         | 節目名稱       | 主持／演出／旁白                                                                   | 官方網頁 | 備註                  |
| 11月19日 | 17   | 真人秀       | 挑戰           | 主持：黃宇詩、曾國祥、王喜、吳日言、周俊偉、艾威、劉玉翠 旁白：何守信              | HKTV網頁 |                       |
| 11月19日 | 521  | 電視購物資訊 | Shopping Hero  | 主持：呂熙、何詠雯、黃冠斌、鮑康兒、陳少邦、阮嘉敏、高可慧、何婷恩、劉秉賓、王慶南 | HKTV網頁 |                       |
| 11月22日 | 2    | 紀錄片       | 奧比斯救盲之旅 | 主持：吳君如                                                                       | HKTV網頁 |                       |
| 11月23日 | 20   | 紀錄片       | 飄             | 旁白：黃凱芹                                                                       | HKTV網頁 |                       |
| 12月6日  | 4    | 飲食         | 韓味道         | 主持：劉心悠、張厚耀、劉振宇                                                       |          | 外購節目（Channel M） |
| 12月21日 | 17   | 訪談         | 爆Talk         | 主持：劉玉翠、古天祥、黃冠斌                                                       | HKTV網頁 |                       |

## 2015年
| 首播日期 | 集數 | 類別 | 節目名稱 | 主持／演出／旁白 | 官方網頁 | 備註 |
| 4月18日  | 15   | 飲食 | 食的秘密 | 主持：黃日華、黃芷晴、林嘉華、姜大衛、石修、梁小冰、陳霽平、陳曼娜、郭鋒、龔慈恩、關寶慧、劉玉翠、林利、呂有慧、余慕蓮、黎彼得、廖安麗 旁白：林嘉華 | HKTV網頁 |      |
| 7月4日   | 3    | 旅遊 | 發現宮崎 | 主持：周俊偉、林熹瞳 | HKTV網頁 |      |

## 2016年
| 首播日期 | 集數 | 類別 | 節目名稱           | 主持／演出／旁白 | 網頁        | 備註 |
| 11月4日  | 5    | 旅遊 | 有一種味道叫北海道 | 主持：杜小喬     | Youtube連結 |      |

## 未播映節目

### 完成拍攝
| 完成拍攝年份 | 集數 | 類別 | 節目名稱               | 主持／演出／旁白 | 官方網頁 | 備註 |
| 2014年       |      | 旅遊 | HKTV "Working" Holiday | 主持：杜小喬     |          |      |